# Каб ибн Зухеир
Каб ибн Зухеир (арап. كعب بن زهير‎; 609? — 662?) био је арапски песник из периода рађања ислама. Најпре је певао против Мухамеда и његовог учења, али кад га је овај ставио ван закона, покајао се и у његову славу испевао читаву Касиду плашта, похвалницу сасвим у бедуинском духу.